# Episodi di Naruto: Shippuden (sesta stagione)
La Saga della profezia del maestro e della vendetta (師の予言と復讐の章?, Shi no yogen to fukushū no shō) costituisce la sesta stagione della serie televisiva anime Naruto: Shippuden ed è composta dagli episodi che vanno dal 113 al 143. La regia è di Hayato Date ed è prodotta da TV Tokyo e Studio Pierrot. Gli episodi sono adattati dalla seconda parte del manga di Masashi Kishimoto Naruto e sono incentrati sullo scontro fra il capo dell’organizzazione Alba, Pain e Jiraiya e la battaglia finale tra i due fratelli Uchiha: Sasuke ed Itachi. Durante questa stagione è stato inoltre trasmesso lo speciale Kakashi Gaiden ~ La vita dei ragazzi sul campo di battaglia (カカシ外伝～戦場のボーイズライフ～?, Kakashi Gaiden ~ Senjō no bōizuraifu), che forma gli episodi 119 e 120.
La sesta stagione è stata trasmessa in Giappone dall'11 giugno 2009 al 14 gennaio 2010 su TV Tokyo. In Italia è stata trasmessa in versione integrale su Hiro dal 10 febbraio al 12 marzo 2011 ed in chiaro in versione censurata su Italia 1 dal 23 marzo 2011 al 14 luglio 2012. È stata ritrasmessa integralmente dall'11 al 26 febbraio 2015 su Italia 2.
La stagione adotta due sigle di apertura: Hotaru no hikari (ホタルノヒカリ? "Le luci delle lucciole") di Ikimono Gakari (episodi 113-128) e Sign dei FLOW (episodi 129-143), e quattro sigle di chiusura: Shinkokyū (深呼吸? lett. "Respirazione profonda") dei Super Beaver (episodi 113-115), My Answer di Seamo (episodi 116-128), Omae dattanda (おまえだったんだ? lett. "Eri tu") dei Kishidan (episodi 129-141) e For You di Azu (episodi 142-143)

## Lista episodi
| Nº  | Titolo italiano Giapponese 「Kanji」 - Rōmaji | In onda           | In onda          |
| Nº  | Titolo italiano Giapponese 「Kanji」 - Rōmaji | Giapponese        | Italiano         |
| 113 | Il pupillo del serpente 「大蛇の瞳孔」 - Daija no dōkō | 11 giugno 2009    | 10 febbraio 2011 |
| 113 | Il corpo di Orochimaru è in condizioni critiche ed è impaziente di eseguire la tecnica della resurrezione con Sasuke. Al Villaggio della Foglia, Tsunade riceve conferma che il Trecode e le sentinelle del lago sono scomparsi probabilmente per mano dell'Organizzazione Alba. Nel frattempo, Orochimaru viene attaccato da Sasuke che afferma di non avere più nulla da imparare da lui e di non apprezzare i suoi metodi. Il Ninja Leggendario mostra dunque il suo vero aspetto, un enorme serpente ricoperto di squame bianche, e si lancia contro Sasuke reclamandone il corpo. Quando Orochimaru intrappola Sasuke nella morsa di un cumulo di serpenti, il giovane rilascia la forma più evoluta del Segno maledetto liberandosi facilmente. |                   |                  |
| 114 | L'occhio del falco 「鷹の瞳」 - Taka no hitomi | 18 giugno 2009    | 11 febbraio 2011 |
| 114 | Orochimaru ricorda alcuni avvenimenti che lo hanno portato ad interessarsi agli Uchiha: da quando era allievo del Terzo Hokage a quando aveva provato, senza successo, a rubare lo Sharingan ad Itachi (suo compagno all'interno dell'Organizzazione Alba). Sasuke sembra aver sconfitto Orochimaru, ma questi si rialza e, grazie ad una sostanza emanata dalle sue ferite, indebolisce Sasuke ed inizia, così, il rituale di reincarnazione. Kabuto fa ritorno nella stanza e, vedendo il serpente bianco a terra ed il giovane Uchiha in piedi, si chiede chi abbia vinto lo scontro. Attraverso lo Sharingan gli viene mostrato l'esito del rituale: Sasuke è stato in grado di rovesciare la tecnica ed il Ninja Leggendario è stato assorbito. |                   |                  |
| 115 | La spada di Zabuza 「再不斬の大刀」 - Zabuza no daitō | 25 giugno 2009    | 12 febbraio 2011 |
| 115 | Sasuke si reca nel laboratorio e libera Suigetsu Hozuki, ninja capace di trasformarsi in acqua, e lo informa che intende formare un gruppo di quattro elementi per raggiungere il suo obiettivo. Suigetsu risponde che si unirà al gruppo solo quando avrà la spada di Zabuza e, così, i due si recano nel Paese delle Onde. Quando passano davanti al Grande Ponte Naruto, Sasuke ricorda la sua prima missione con il Team 7. La spada, però, non è sulla tomba ed i due scoprono che l'ha presa un nobile della zona, Tenzen Daikoku. Allora, Sasuke e Suigetsu fanno irruzione nel suo palazzo e sottraggono l'arma. |                   |                  |
| 116 | Il guardiano della prigione di ferro 「鉄壁の番人」 - Teppeki no bannin | 2 luglio 2009     | 13 febbraio 2011 |
| 116 | Sasuke e Suigetsu raggiungono la prigione di ferro per invitare Karin, ragazza capace di percepire e riconoscere chakra a notevoli distanze, ad unirsi al gruppo. Fra i prigionieri si è già sparsa la voce della morte di Orochimaru e questa viene confermata da Suigetsu, inviato da Sasuke a liberarli. Karin, che inizialmente aveva rifiutato di unirsi al gruppo, si chiude in una stanza con Sasuke e conferma che lo seguirà (dimostrando di essere anche infatuata del ragazzo). I tre lasciano il luogo per recarsi verso il nascondiglio del nord. |                   |                  |
| 117 | Il nascondiglio a nord 「北アジトの重吾」 - Kita ajito no Jūgo | 9 luglio 2009     | 14 febbraio 2011 |
| 117 | Karin spiega al resto del team che il nascondiglio del nord è un sito dove vengono condotti esperimenti terrificanti sugli esseri umani. La ragazza afferma, inoltre, che Jugo, oltre ad avere improvvisi impulsi omicidi, è il portatore originale dell'enzima necessario per la creazione del Segno maledetto di Orochimaru. Al loro arrivo, il team viene aggredito da un gruppo di prigionieri furiosi che, tuttavia, Sasuke e Suigetsu riescono a sopraffare. Una volta arrivati alla sua cella, Jugo attacca Sasuke che deve ricorrere al Segno maledetto per contrastarlo. Nel frattempo, Naruto e Sakura vengono a sapere che Sasuke ha ucciso Orochimaru. |                   |                  |
| 118 | Formazione! 「結成!」 - Kessei! | 23 luglio 2009    | 15 febbraio 2011 |
| 118 | Jugo si rifiuta di ascoltare Sasuke e lo attacca. Interviene anche Suigetsu, ma Sasuke riesce ad immobilizzare entrambi e minaccia di ucciderli. Sasuke scopre che Jugo era amico di Kimimaro e questi era anche l'unica persona in grado di fermare la sua mania omicida. Sasuke informa Jugo che Kimimaro si è sacrificato per lui e, così, il ninja decide di seguirlo convinto che sia la reincarnazione di Kimimaro. Sasuke rivela ai tre che il gruppo si chiamerà "Serpente" ("Hebi") e che il loro obiettivo è scovare Itachi Uchiha. Nel frattempo, anche a Konoha viene formata una squadra per cercare i membri dell'Organizzazione Alba (Akatsuki). |                   |                  |
| 119 | Il ricordo di Kakashi 「カカシ外伝～戦場のボーイズライフ～(前編)」 - Kakashi Gaiden ~ Senjō no bōizuraifu ~ (Zenpen) | 30 luglio 2009    | 16 febbraio 2011 |
| 119 | Nel periodo della Terza Grande Guerra tra ninja, Kakashi affronta la sua prima missione da Jonin insieme a Rin, Obito Uchiha e Minato Namikaze. Obito e Kakashi non vanno molto d'accordo perché il primo è sconclusionato e ritardatario mentre il secondo è preparato ed efficiente e molto rigoroso nel seguire le regole dei shinobi. Sulla strada verso l'obiettivo, il gruppo viene attaccato da un ninja e Kakashi sfodera la prima versione del Mille Falchi. La notte seguente, Minato racconta ad Obito che il padre di Kakashi aveva fallito una missione preferendo salvare i suoi compagni e, per via delle accuse di disonore da parte degli abitanti del villaggio, si era tolto la vita. Per questo motivo, Kakashi è ossessionato dal rispetto delle regole. Il giorno seguente, i tre si separano dal maestro e vengono attaccati da due ninja che rapiscono Rin. Obito, nonostante Kakashi gli ordini di proseguire la missione, decide di andare a salvarla. |                   |                  |
| 120 | L'eredità di Obito 「カカシ外伝～戦場のボーイズライフ～(後編)」 - Kakashi Gaiden ~ Senjō no bōizuraifu ~ (Kōhen) | 30 luglio 2009    | 17 febbraio 2011 |
| 120 | Obito raggiunge il nascondiglio del nemico, ma viene scoperto. Kakashi, che finalmente ha capito l'importanza del lavoro di squadra, corre in suo aiuto, ma viene ferito gravemente all'occhio sinistro. Il sacrificio del compagno fa risvegliare lo Sharingan di Obito che gli permette, finalmente, di combattere. I due riescono a liberare Rin, ma il nemico fa crollare la caverna sopra di loro ed Obito, per salvare Kakashi, rimane schiacciato da un'enorme roccia che gli comprime l'intera parte destra del corpo. Consapevole del fatto di essere gravemente ferito e di non poter sopravvivere, Obito decide di donare il suo Sharingan a Kakashi come regalo per la promozione a Jonin. Rin esegue il trapianto e Kakashi riesce a sconfiggere il nemico utilizzando, con successo, il Mille Falchi e lo Sharingan. In quel momento, sopraggiungono numerosi nemici, ma in aiuto dei ninja della Foglia arriva Minato. I tre ninja portano a termine la loro missione. |                   |                  |
| 121 | Mobilitazione! 「動き出すものたち」 - Ugokidasumono-tachi | 6 agosto 2009     | 18 febbraio 2011 |
| 121 | Kisame ha appena catturato la forza portante del Demone a Quattro Code e viene contattato, insieme ad Itachi, dal capo dell'organizzazione per una riunione. Qui, i componenti del gruppo vengono informati della morte di Orochimaru ad opera di Sasuke e, successivamente, procedono a sigillare il Trecode ed il Quattrocode. Deidara decide di cercare i gruppi di Naruto e di Sasuke per sfidarli. Il Team Serpente si reca presso un magazzino di armi per attrezzarsi allo scontro mentre, a Konoha, il team di Naruto ed il Team 8 (con Kakashi al posto di Kurenai) si preparano alla missione. |                   |                  |
| 122 | Inizia la caccia 「探索」 - Tansaku | 13 agosto 2009    | 19 febbraio 2011 |
| 122 | I ninja della Foglia si dividono in più gruppi, ognuno dei quali viene accompagnato da almeno uno dei cani di Kakashi. Anche Sasuke ed i suoi compagni si separano. Naruto, Hinata e Yamato incontrano Kabuto e questi cede loro un libro contenente informazioni sui componenti dell'Organizzazione Alba. Dopo la morte di Orochimaru, Kabuto si era sentito privato della sua identità, ma, pensando a Naruto, aveva trovato una soluzione: il trapianto di un braccio di Orochimaru su di sé. Questo sta lentamente prendendo possesso del corpo di Kabuto. I tre cercano di catturare il ninja, ma questi fugge via. Nel frattempo, Deidara e Tobi trovano Sasuke e Deidara lo attacca. |                   |                  |
| 123 | Scontro! 「激突!」 - Gekitotsu! | 20 agosto 2009    | 20 febbraio 2011 |
| 123 | Sasuke domanda ai due dell'Organizzazione Alba dove si trovi Itachi e colpisce Tobi che, con sua grande sorpresa, rimane impassibile. Deidara decide di testare le capacità del suo avversario usando la sua creta esplosiva di livello C1, ma Sasuke sfugge all'esplosione e costringe il ninja ad utilizzare il suo Drago C2. Deidara e Tobi creano un attacco combinato che non impensierisce il loro avversario che, infatti, distrugge senza difficoltà il Drago grazie alle sue abilità con l'elemento Raiton (fulmine). Deidara riporta alla mente la sconfitta subita in passato da Itachi quando entrò nell'Akatsuki e, preso dalla rabbia, decide di usare il suo Garuda C4. |                   |                  |
| 124 | Arte! 「芸術」 - Geijutsu | 27 agosto 2009    | 21 febbraio 2011 |
| 124 | Deidara fa detonare il suo Garuda C4 che sparge nell'atmosfera milioni di microscopiche bombe che, inalate, distruggono dall'interno ogni essere vivente con il quale vengono a contatto. Essendo convinto di aver ottenuto la vittoria, il ninja abbassa la guardia e viene colpito dal Mille Falchi. Sasuke spiega a Deidara di avergli fatto solo credere di essere stato colpito sfruttando le arti illusorie. Il componente dell'Organizzazione Alba rivela, però, di essersi allenato per rendere il suo occhio sinistro immune ai genjutsu dello Sharingan e intrappola il suo avversario in una sfera di creta C4. Sasuke riesce a sfuggire anche a questa trappola sfruttando il chakra di tipo fulmine che è superiore a quello di tipo terra impastato nelle bombe. Guidato dallo smodato desiderio di vedere la paura negli occhi del suo avversario, Deidara utilizza il suo attacco finale e si fa esplodere polverizzando ogni cosa intorno a sé. |                   |                  |
| 125 | Esplosione 「消失」 - Shōshitsu | 3 settembre 2009  | 22 febbraio 2011 |
| 125 | Avendo notato l'esplosione, Suigetsu richiama Manda, il serpente di Orochimaru e scopre che Sasuke si è servito di lui per scappare. A seguito delle ferite riportate nell'esplosione, Manda muore. Nel frattempo, Zetsu informa i restanti membri dell'Organizzazione Alba della morte di Deidara, Sasuke e Tobi. Naruto e gli altri giungono al cratere creato dall'esplosione e, grazie alle capacità di Kiba, iniziano a seguire le tracce di Sasuke. Altrove, il leader dell'organizzazione rivela di chiamarsi Pain. A lui e ad una donna dai capelli blu di nome Konan viene ordinato di catturare la Volpe a Nove Code dal misterioso Tobi che sostiene di essere, in realtà, Madara Uchiha. |                   |                  |
| 126 | Crepuscolo 「黄昏」 - Tasogare | 10 settembre 2009 | 23 febbraio 2011 |
| 126 | Jiraiya comunica a Tsunade che ha nuove informazioni circa l'ubicazione di Pain. Nel frattempo, Karin avverte grazie alle sue abilità di kunoichi sensitiva che i ninja di Konoha sono sulle loro tracce e chiede a Jugo di aiutarla a depistarli usando una maglia di Sasuke per spargerne l'odore. Mentre il Team Hebi comincia a muoversi, Naruto, divisosi dalla squadra per seguire le diverse piste di odori, incontra Itachi che lo imprigiona quasi subito in un genjustu. Dopo un breve dialogo, Itachi se ne va dicendo di avere questioni più urgenti di cui occuparsi. Intanto, Jiraiya, dopo aver ricordato insieme a Tsunade i genitori di Naruto, Minato Namikaze e Kushina Uzumaki ed averla rassicurata, parte per il Villaggio Nascosto della Pioggia per infiltrarsi alla ricerca di informazioni su Pain. |                   |                  |
| 127 | Un ninja coraggioso 「ド根性忍伝 ～自来也忍法帖～(前編)」 - Dokonjō ninden ~ Jiraiya ninpōchō ~ (Zenpen) | 24 settembre 2009 | 24 febbraio 2011 |
| 127 | Ai tempi del Secondo Hokage, i giovani Jiraiya, Orochimaru e Tsunade vengono assegnati alla supervisione di Hiruzen Sarutobi. Rimasto affascinato dalla Tecnica del Richiamo di Sarutobi, Jiraiya decide di provarla, col solo risultato di teletrasportare sé stesso al monte Myoboku. In quel luogo, Jiraiya riceve lezioni da Fukasaku ed incontra il Grande Rospo Eremita che ha una visione del suo futuro. Una volta concluso l'addestramento, il ninja intraprende un pellegrinaggio allo scopo di adempiere al suo destino. Prima di fare ritorno a Konoha, Jiraiya si batte con un ninja mascherato e riesce a procurargli una cicatrice sulla fronte. |                   |                  |
| 128 | Il destino del grande Jiraiya 「ド根性忍伝 ～自来也忍法帖～(後編)」 - Dokonjō ninden ~ Jiraiya ninpōchō ~ (Kōhen) | 24 settembre 2009 | 25 febbraio 2011 |
| 128 | In seguito allo scoppio della Terza Grande Guerra Ninja, Jiraiya, Tsunade ed Orochimaru vengono mandati in missione al Villaggio Nascosto della Pioggia. Dopo la battaglia, vengono nominati "Ninja Leggendari" ( i tre Sannin di Konoha) da Hanzo della Grande Salamandra. Mentre è al villaggio, Jiraiya incontra Yahiko, Nagato e Konan, tre orfani per via della guerra, che chiedono il suo aiuto. Jiraiya accetta ed inizia ad addestrarli. Dopo avergli insegnato l'arte del ninjutsu, dopo tre anni il ninja fa ritorno a Konoha. Successivamente, Jiraiya addestra Minato Namikaze che decide, assieme a sua moglie Kushina, di chiamare suo figlio "Naruto" come il protagonista del romanzo scritto dal suo maestro. |                   |                  |
| 129 | In incognito al Villaggio della Pioggia 「潜入! 雨隠れの里」 - Sennyū! Amegakure no Sato | 8 ottobre 2009    | 26 febbraio 2011 |
| 129 | Jiraiya riesce ad infiltrarsi nel Villaggio Nascosto della Pioggia dove interroga alcuni degli abitanti circa il loro capo, Pain. Non riuscendo ad ottenere informazioni, egli cattura due ninja che gli rivelano che il misterioso Pain ha sconfitto il precedente leader della Pioggia, Hanzo, e che nonostante sia considerato una divinità nessuno ha mai visto il suo volto. Intanto, Pain cambia corpo e, essendosi accorto dell'intrusione, ordina a Konan di cercare il responsabile con il suo particolare justu. La donna obbedisce e parte alla ricerca del nemico trasformandosi in centinaia di origami a forma di farfalla. |                   |                  |
| 130 | La divinità del villaggio 「神となった男」 - Kami to natta otoko | 8 ottobre 2009    | 27 febbraio 2011 |
| 130 | Jiraiya affronta Konan mentre Pain si dirige sul posto. Al suo arrivo, Pain evoca un crostaceo con il quale libera Konan che era stata immobilizzata dal suo vecchio maestro. L'eremita dei rospi sconfigge facilmente l'evocazione di Pain e, dopo averlo immobilizzato, discute con lui della sua ideologia e degli scopi dell'Organizzazione Alba. Pain, convinto che Jiraiya non abbia scampo, confessa che la raccolta dei cercoteri ha il fine di creare una potente tecnica distruttiva capace di spazzare via un'intera nazione in modo tale che il mondo possa maturare un'avversione per la guerra. Pain si libera e richiama un camaleonte per attaccare Jiraiya che richiama a sua volta un rospo di nome Gamaken preparandosi a combattere. |                   |                  |
| 131 | Tecnica eremitica 「発動! 仙人モード」 - Hatsudō! Sennin mōdo | 15 ottobre 2009   | 28 febbraio 2011 |
| 131 | Jiraiya e Gamaken iniziano la loro battaglia contro Pain. Dopo essersi reso invisibile usando il mimetismo, Pain evoca numerose creature per sconfiggere Jiraiya. Comprendendo la forza del suo avversario, Jiraiya utilizza una barriera e si prepara ad entrare in modalità eremitica. Una volta che il Ninja Leggendario ha approntato la sua tecnica, Gamaken lascia il campo di battaglia dopo un duro scontro. Jiraiya entra in modalità eremitica e richiama Pa e Ma. Una volta scoperto, Pain richiama altri due dei suoi corpi. |                   |                  |
| 132 | Le sei vie di Pain 「ペイン六道、見参」 - Pein rikudō, kenzan | 22 ottobre 2009   | 1º marzo 2011    |
| 132 | Jiraiya colpisce uno dei nuovi corpi richiamati da Pain accecandolo ed attacca gli altri con tecniche eremitiche senza, però, riuscire a danneggiarli. Il ninja decide allora di ritirarsi per analizzare il nemico. Egli ipotizza che tutti e tre condividano gli stessi occhi e la stessa vista e comprende che ognuno dei corpi ha uno scopo specifico. L'eremita cerca di guadagnare tempo mentre Fukasaku e Shima preparano un potente Genjutsu per intrappolare ed abbattere gli avversari, cosa che apparentemente portano a termine con successo. Pensando di aver vinto, Jiraiya si distrae e viene attaccato da un altro dei corpi di Pain che gli distrugge un braccio. Il Ninja Leggendario alza, allora, lo sguardo scorgendo tutti e sei i corpi di Pain, compresi i tre che pensava di avere sconfitto. |                   |                  |
| 133 | La storia del valoroso Jiraiya 「自来也豪傑物語」 - Jiraiya gōketsu monogatari | 29 ottobre 2009   | 2 marzo 2011     |
| 133 | Jiraiya intrappola in una barriera uno dei corpi di Pain e lo sconfigge. Egli si accorge che, in passato, lo aveva già affrontato procurandogli una cicatrice sulla fronte. L'eremita dice allora a Fukusaku e Shima di tornare a Konoha col corpo dell'avversario, ma il primo si rifiuta e resta al suo fianco. Jiraiya torna ad affrontare Pain e si rende conto che tutti i suoi corpi appartengono a ninja che ha incontrato o coi quali si è battuto in passato. Il Ninja Leggendario capisce, dunque, chi è, in realtà, il suo avversario, ma, in quel momento, viene trafitto da tutti e cinque i corpi rimanenti. Nonostante le ferite Jiraya proverà a dire l'identità di Pain a Fukusaku ma non ci riuscirà perché avrà la gola recisa. Mentre sta per perdere conoscenza, riporta alla mente Minato e l'infanzia di Naruto e, ispirato dallo spirito indomito di quest'ultimo, cerca di rialzarsi. I suoi avversari si avventano su di lui per finirlo, ma, prima che ci riescano, egli scrive sulla schiena di Fukusaku un messaggio in codice. La rana riesce a fuggire poco prima che Jiraiya muoia pensando al titolo da dare al suo prossimo libro: "Le avventure di Naruto Uzumaki". |                   |                  |
| 134 | Invito alla festa 「宴への誘い」 - Utage e no izanai | 5 novembre 2009   | 3 marzo 2011     |
| 134 | Pain, dopo avere sconfitto Jiraiya, fa uscire allo scoperto Zetsu che ha seguito tutto il combattimento fra i due. Quest'ultimo è indeciso su quale dei prossimi scontri seguire, quello fra Pain e la forza portante della Volpe a Nove Code o quello fra i fratelli Uchiha. Intanto, Sasuke rintraccia Itachi, il quale constata che il fratello è migliorato. Poco prima che Sasuke distrugga il clone del fratello, questo gli dice di raggiungere il covo segreto degli Uchiha. La Squadra Serpe si mette, quindi, in marcia verso il luogo designato. Mentre attraversano la foresta, il giovane Uchiha distrugge una copia di Naruto rivelando, finalmente, la sua posizione. I ninja di Konoha si dirigono, allora, all'inseguimento, ma vengono bloccati da Tobi. Intanto, davanti alla Squadra Serpe si para Kisame che lascia passare solo Sasuke dicendo che non permetterà interferenze nello scontro fra i due fratelli. Suigetsu, desideroso di impossessarsi della Pelle di Squalo, ingaggia una lotta con Kisame mentre il team di Konoha fronteggia Tobi. Sasuke, intanto, arriva al covo degli Uchiha, pronto a scontrarsi col fratello maggiore.                                   |                   |                  |
| 135 | L'istante più lungo 「長き時間の中で...」 - Nagaki toki no nakade... | 19 novembre 2009  | 4 marzo 2011     |
| 135 | Mentre Sasuke arriva al covo degli Uchiha, Itachi ricorda la sua infanzia insieme al fratello, gli assassinii compiuti subito dopo essersi unito agli ANBU. Quando Sasuke giunge sul posto, dichiara che i suoi occhi gli hanno mostrato la morte del fratello ed inizia a battersi col suo avversario. Sasuke viene tratto in inganno dalle illusioni del fratello mentre questi gli confessa che, quando ha sterminato il loro clan, ha collaborato con Madara Uchiha, cofondatore del Villaggio della Foglia nonché primo ninja ad avere risvegliato lo Sharingan ipnotico. |                   |                  |
| 136 | Luce e tenebre dello Sharingan ipnotico 「万華鏡写輪眼の光と闇」 - Mangekyō Sharingan no hikari to yami | 19 novembre 2009  | 5 marzo 2011     |
| 136 | Mentre Zetsu osserva i due fratelli, Itachi racconta a Sasuke una parte della storia del loro clan e gli rivela il segreto dietro lo Sharingan ipnotico. Oltre a rendere il possessore in grado di controllare la Volpe a Nove Code, quest'occhio speciale, una volta risvegliato, porta inevitabilmente alla cecità. Madara fu colui che scoprì un altro spaventoso segreto di questo potere oculare: il trapianto di occhi di un altro Uchiha possessore dell'ipnotico e dotato di caratteristiche particolari, come un proprio fratello, determina non solo il riacquisto della vista, ma anche lo sviluppo di un Sharingan ipnotico eterno (Mangekyo Sharingan). I due fratelli, allora, iniziano la battaglia, ma Sasuke viene immobilizzato da Itachi che gli cava un occhio. |                   |                  |
| 137 | Fiamma Nera 「天照」 - Amaterasu | 26 novembre 2009  | 6 marzo 2011     |
| 137 | Prima che Itachi riesca a prendergli anche l'altro occhio, Sasuke capisce di essere prigioniero della Tecnica della Luna Insanguinata e riesce a liberarsi dalla tecnica (in realtà, Itachi non ha strappato nessun occhio a Sasuke). I fratelli si affrontano usando ninjustu dell'elemento fuoco. Per contrastare l'attacco di Sasuke, Itachi attiva una micidiale tecnica del suo Sharingan ipnotico: l'Amaterasu, un fuoco nero capace di bruciare qualsiasi cosa lo sguardo di Itachi guarda, ma che sembra stancare e danneggiare gravemente il fratello. Sasuke utilizza la Tecnica della Sostituzione del Serpente (Kawarimi), presa ad Orochimaru, per sfuggire alle fiamme. Itachi capisce che il suo avversario ha terminato il chakra, ma Sasuke dice di essersi preparato a questa situazione e di avere in serbo un'ultima tecnica alla quale Itachi non potrà sfuggire. |                   |                  |
| 138 | Epilogo 「終焉」 - Shūen | 3 dicembre 2009   | 7 marzo 2011     |
| 138 | Sasuke evoca Kirin, un drago elettrico, nel tentativo di sconfiggere finalmente Itachi. Il componente dell'Organizzazione Alba, tuttavia, sfodera la sua arma più devastante: il Susanoo, che può proteggerlo da ogni danno. Sasuke, ormai quasi privo di chakra, non riesce a trattenere il chakra di Orochimaru che si libera ed attacca Itachi con la Tecnica dell'Idra grazie alla quale evoca un enorme serpente con otto teste. Itachi, utilizzando il Susanoo, riesce a sconfiggere il mostro decapitandogli le otto teste e trafigge Orochimaru con una spada spirituale, la Spada Totsuka, che intrappola il Ninja Leggendario in un'illusione eterna, all'interno di un contenitore del Susanoo. Sasuke, avendo ormai esaurito la riserva di chakra e non avendo altre tecniche da utilizzare, è alla mercé di Itachi. Quando per il fratello minore sembra essere arrivata la fine, Itachi, però, sussurra delle parole a Sasuke cade a terra privo di vita, stroncato dalla malattia che da tempo lo affliggeva. |                   |                  |
| 139 | Il mistero di Tobi 「トビの謎」 - Tobi no nazo | 10 dicembre 2009  | 8 marzo 2011     |
| 139 | I ninja della Foglia continuano a battersi con Tobi, ma nessuno dei loro attacchi riesce a colpire l'avversario. Zetsu, arrivato sul posto, informa Tobi del risultato dello scontro fra gli Uchiha. Il ninja mascherato diventa improvvisamente serio e si reca al covo degli Uchiha. Sasuke si risveglia in una caverna dove Tobi gli si presenta togliendosi parzialmente la maschera. Appena i due Sharingan si incrociano, in Sasuke si attiva inspiegabilmente l'Amaterasu, ma Tobi riesce a non soccombere. Il ninja rivela, allora, a Sasuke il vero piano di Itachi: proteggere suo fratello e renderlo più forte trasferendogli le sue tecniche oculari. |                   |                  |
| 140 | Destino 「因縁」 - Innen | 17 dicembre 2009  | 9 marzo 2011     |
| 140 | Tobi racconta a Sasuke la verità sul conto del fratello, verità di cui solo quattro persone erano a conoscenza: il Terzo Hokage, Danzo e gli anziani Homura e Koharu. L'uomo mascherato inizia, quindi, a narrare la storia del Clan Uchiha, della nascita del villaggio, della sua vita e di come, per una serie di eventi, tra cui fu decisivo l'attacco della Volpe al villaggio, il Clan Uchiha iniziò a soffrire della discriminazione e dell'isolamento da parte del villaggio che sfociò nella pianificazione di un colpo di stato. Le alte sfere del villaggio, temendo questa eventualità, avevano posto una spia all'interno del clan, quella spia era Itachi Uchiha. |                   |                  |
| 141 | La verità 「真実」 - Shinjitsu | 24 dicembre 2009  | 10 marzo 2011    |
| 141 | Tobi continua il proprio racconto. Il Clan Uchiha aveva assegnato ad Itachi il compito di fare da spia presso il villaggio, ma questi, allo stesso tempo, aveva il medesimo incarico nei confronti del villaggio trovandosi di fatto ad agire da spia doppiogiochista. Quando la situazione divenne estrema, il villaggio decise allora di porre fine alla minaccia per l'intero Paese del Fuoco, rappresentata dagli Uchiha, ordinando ad Itachi lo sterminio del proprio clan ed il suo stesso sacrificio diventando un ninja traditore. Sasuke, inizialmente, non riesce ad accettare quello che Tobi gli sta rivelando, tuttavia, comprende che potrebbe trattarsi della verità. Piangendo la morte del fratello, Sasuke risveglia lo sharingan ipnotico e informa il proprio team che il loro nuovo nome sarà Falco (Squadra Falco) e che avranno un nuovo obiettivo: la distruzione di Konoha. |                   |                  |
| 142 | La battaglia della valle Unrai 「雲雷峡の戦い」 - Unraikyō no tatakai | 7 gennaio 2010    | 11 marzo 2011    |
| 142 | Il Team 7 ed il Team 8 continuano a cercare Sasuke, ma non riescono a trovarne alcuna traccia. Sasuke ricorda quando aveva visto Itachi piangere la notte del massacro pensando si trattasse della sua immaginazione ed afferma che non è più possibile ricostruire il Clan Uchiha nel modo in cui immaginava. Tobi gli assegna il compito di catturare la Bestia ad Otto Code mentre Pain si occuperà della cattura di Naruto. Tobi è lieto che adesso Itachi non può più interferire con i suoi piani e che Sasuke è ora dalla sua parte. Sasuke ed il resto della Squadra Falco inseguono la forza portante dell'Ottocode, Killer Bee, nel Paese del Fulmine impegnandosi duramente nella battaglia. |                   |                  |
| 143 | L'Ottacoda contro Sasuke 「「八尾」対「サスケ」」 - "Hachibi" tai "Sasuke" | 14 gennaio 2010   | 12 marzo 2011    |
| 143 | Sasuke affronta Killer Bee e viene ferito dalle sue spade. Dopo che Karin lo ha guarito, l'intera Squadra Falco attacca la forza portante che decide, allora, di ricorrere al potere dell'Ottocode. Dopo essere stato nuovamente battuto, Sasuke viene curato, ma, questa volta, da Jugo che, così, ringiovanisce. Sasuke usa l'Amaterasu sul suo avversario sconfiggendolo. Intanto, due ninja della Nuvola, che stavano osservando lo scontro, riconoscono lo stemma degli Uchiha sulle vesti di Sasuke e decidono di avvertire il fratello maggiore della forza portante dell'Ottocode, il Raikage. |                   |                  |

## DVD

### Giappone
Gli episodi della sesta stagione di Naruto: Shippuden sono stati distribuiti in Giappone anche tramite DVD, quattro o cinque per disco, da dicembre 2009 a luglio 2010. Gli episodi 119 e 120 costituiscono lo speciale Kakashi Gaiden, edito separatamente.
| N° | Data             | Dischi | Episodi | Extra |
| -- | ---------------- | ------ | ------- | ----- |
| 1  | 16 dicembre 2009 | 1      | 119-120 | /     |

| N° | Data            | Dischi | Episodi          | Extra                           |
| -- | --------------- | ------ | ---------------- | ------------------------------- |
| 1  | 13 gennaio 2010 | 1      | 113-116          | /                               |
| 2  | 3 febbraio 2010 | 1      | 117-118, 121-122 | /                               |
| 3  | 3 marzo 2010    | 1      | 123-126          | /                               |
| 4  | 7 aprile 2010   | 1      | 127-130          | /                               |
| 5  | 12 maggio 2010  | 1      | 131-134          | /                               |
| 6  | 2 giugno 2010   | 1      | 135-138          | /                               |
| 7  | 7 luglio 2010   | 1      | 139-143          | 『Behind the Scenes of UCHIHA』 |